# Fontpédrouse
Fontpédrouse is een gemeente in het Franse departement Pyrénées-Orientales (regio Occitanie) en telt 120 inwoners (2004). De plaats maakt deel uit van het arrondissement Prades. In de gemeente ligt spoorwegstation Fontpédrouse-Saint-Thomas-les-Bains.

## Geografie
De oppervlakte van Fontpédrouse bedraagt 69,0 km², de bevolkingsdichtheid is 1,7 inwoners per km².

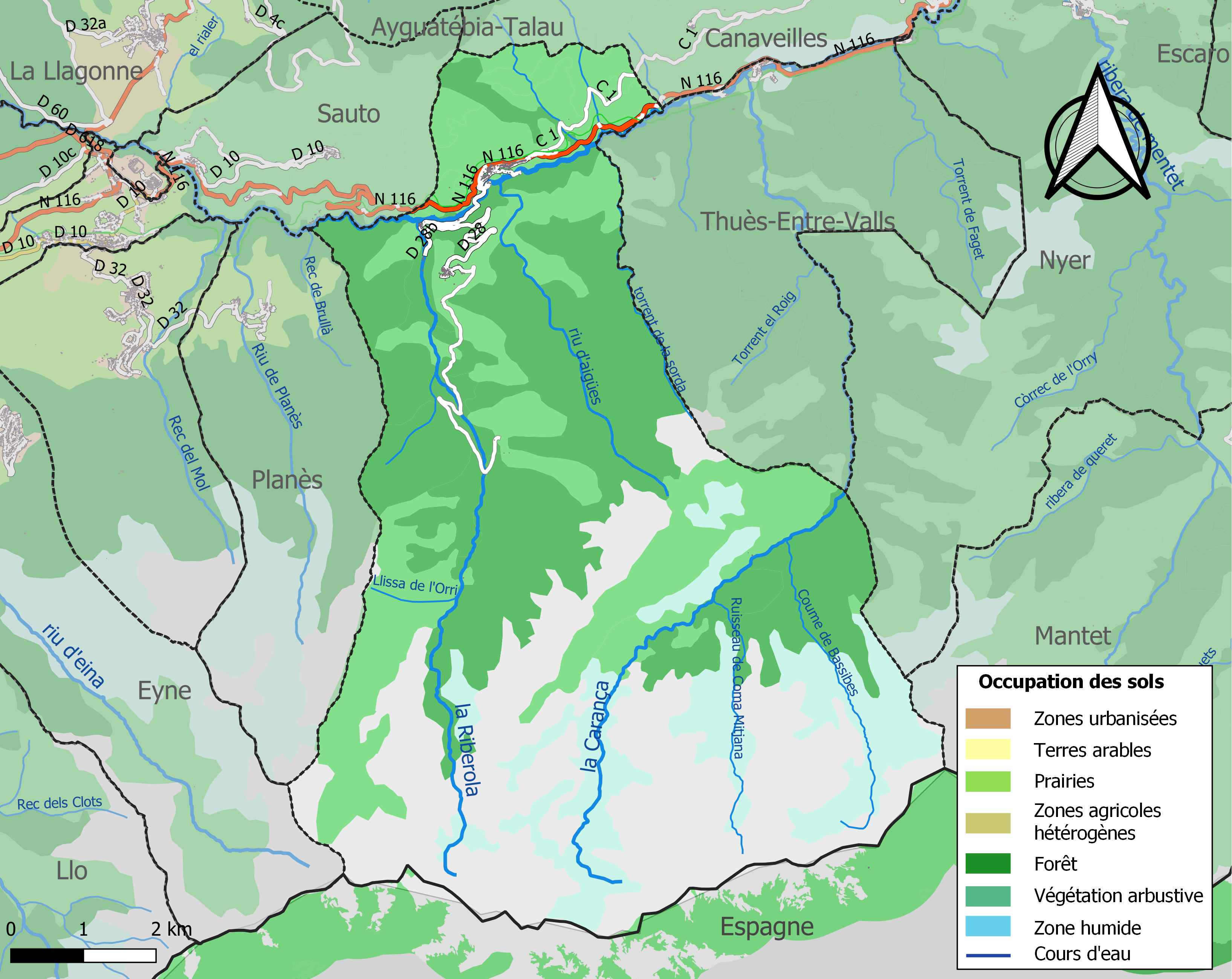
Kaart van de gemeente met de belangrijkste infrastructuur, bodemgebruik en omliggende gemeenten

## Verkeer
In de gemeente ligt het spoorwegstation  Fontpédrouse-Saint-Thomas-les-Bains

## Demografie
Onderstaande figuur toont het verloop van het inwonertal (bron: INSEE-tellingen).